# Yasushi Akimoto
Yasushi Akimoto (秋元 康, Akimoto Yasushi, nascido em 2 de maio de 1958) é um escritor, letrista e produtor musical japonês, sendo bastante conhecido por ter produzido alguns dos maiores grupos idol do Japão, como Onyanko Club e a franquia AKB48.

## Carreira
Akimoto se tornou um escritor de TV no colegial, produzindo vários programas de TV como Utaban.
Akimoto começou como letrista com The Alfee em 1981; escreveu música para vários artistas como Kinki Kids, Tunnels, Onyanko Club, AKB48, SKE48, SDN48, NMB48, HKT48. Ele também escreveu o penúltimo single da cantora Hibari Misora em vida, "Kawa no Nagare no yō ni", e o debut do nipo-americano Jero, "Umi Yuki".
Ele criou uma versão do AKB48 na Indonésia, chamada JKT48. As audições começaram em 8 e 9 de Outubro de 2011 e os membros foram anunciados em Novembro. Além disso, também criou outros grupos do G48 na Ásia: o TPE48 (em Taipei) e SNH48 (em Xangai).
Ele se tornou professor e vice-presidente da Universidade de Arte e Design de Kyoto.
Em 17 de Março de 2014, foi anunciado que Akimoto foi nomeado membro do Comitê dos Jogos Olimpicos de 2020 e foi colocado no cargo de produção da cerimônia de abertura junto com Mika Ninagawa que produziu os videoclipes de AKB48, incluindo Heavy Rotation e Sayonara Crawl. Uma petição contra sua nomeação foi criada devido ao fato de que ele representa o declínio da indústria do entretenimento japonês, com 11.000 assinaturas em 23 de Março.
Em Janeiro de 2015, anunciou a criação do NGT48 (em Niigata), e em março de 2017, criou o STU48 (em Setouchi), último grupo da franquia 48 no Japão até então.

## Vida Pessoal
Akimoto se casou com a ex-integrante do Onyanko Club, Mamiko Takai em 1988.

## Ligações Externas
- Songwriter|Fujipacific Music Inc (em japonês)
- Yasushi Akimoto profile on AKB48